# Helichrysum biafranum
Helichrysum biafranum là một loài thực vật có hoa thuộc họ Asteraceae.
Loài này chỉ có ở Cameroon.
Môi trường sống tự nhiên của chúng là rừng khô nhiệt đới hoặc cận nhiệt đới.